# Виммер, Херберт
Хе́рберт Ви́ммер (нем. Herbert Wimmer; род. 9 ноября 1944) — немецкий футболист, играл на позиции полузащитника. Легенда «Боруссии» из города Мёнхенгладбах.

## Карьера
Дебютировал в «Боруссии» в 1966 году. Всего за 12 лет, проведённых в команде, сыграл за неё 366 матчей, забил 51 мяч. Пять раз становился чемпионом Германии, выигрывал кубок Германии и Кубок УЕФА.
Чаще всего принимал участие в оборонительных действиях команды, прикрывал главную звезду «Боруссии» того периода Гюнтера Нетцера. Был хорошо физически вынослив, что позволяло ему играть на больших скоростях до конца матча.
За сборную ФРГ Виммер сыграл 36 матчей, в которых забил 4 мяча. Первый матч за сборную сыграл 23 ноября 1968 года в гостях против сборной Кипра. В том матче немцы выиграли 1-0. Последний матч сыграл 20 июля 1976 года против сборной Чехословакии.

## Статистика по сезонам
| Сезон     | Команды    | Матчи | Голы |
| --------- | ---------- | ----- | ---- |
| 1966—1967 | Боруссия М | 34    | 3    |
| 1967—1968 | Боруссия М | 33    | 9    |
| 1968—1969 | Боруссия М | 34    | 7    |
| 1969—1970 | Боруссия М | 30    | 6    |
| 1970—1971 | Боруссия М | 26    | 3    |
| 1971—1972 | Боруссия М | 29    | 7    |
| 1972—1973 | Боруссия М | 28    | 5    |
| 1973—1974 | Боруссия М | 28    | 2    |
| 1974—1975 | Боруссия М | 29    | 1    |
| 1975—1976 | Боруссия М | 34    | 3    |
| 1976—1977 | Боруссия М | 31    | 2    |
| 1977—1978 | Боруссия М | 30    | 3    |

## Достижения

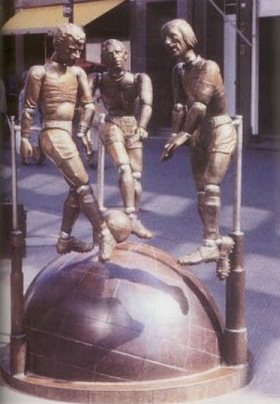
Памятник легендарной «троице» «Боруссии» (Мёнхенгладбах) — Херберту Виммеру, Берти Фогтсу и Гюнтеру Нетцеру (слева — направо). Установлен в пешеходной зоне Мёнхенгладбаха

### Командные
- Чемпион Германии: 1970, 1971, 1975, 1976, 1977
- Обладатель Кубка Германии: 1973
- Обладатель Кубка УЕФА: 1975
- Обладатель Суперкубка Германии: 1977
- Финалист Кубка Европейских чемпионов: 1977
- Финалист Кубка УЕФА: 1973
- Чемпион мира: 1974
- Чемпион Европы: 1972

### Личные
- Входит в состав символической сборной по итогам чемпионата Европы по версии УЕФА: 1972
- Входит в команду сезона Бундеслиги по версии Kicker: 1975/76